# Ясная (Забайкальский край)
Я́сная — посёлок при станции в Оловяннинском районе Забайкальского края, административный центр сельского поселения «Яснинское».

## География
Посёлок расположен в 21 км от райцентра, в долине реки Турги (приток Онона).

## История
Основан в 1904 году во время русско-японской войны как разъезд № 74 на Кайдаловской ветви Забайкальской железной дороги. В 1957 году Ясная получила статус железнодорожной станции для обслуживания организаций военного ведомства.
До 1994 года имел статус закрытого административно-территориального образования.
Указом Президента Российской Федерации от 27 июня 1994 года статус ЗАТО был упразднён.
В посёлке две средних общеобразовательных школы, поликлиника, почта «Росcии», отделение сбербанка России, пансионат «Яснинский».

## Население
| 2002  | 2010  | 2013  | 2014  | 2015  | 2016  | 2017  |
| ----- | ----- | ----- | ----- | ----- | ----- | ----- |
| 7516  | ↗7785 | ↘7277 | ↗7455 | ↗7623 | ↗7685 | ↗7720 |
| 2018  | 2019  | 2020  | 2021  |       |       |       |
| ↗7778 | ↘7761 | ↘7719 | ↘4723 |       |       |       |